# Pamplin Music
Pamplin Music fue un sello discográfico independiente cristiana fundada en 1995 por Robert B. Pamplin, Jr. El sello fue una subunidad de Pamplin Entertainment y, a su vez Pamplin Communications, que ya estaba establecida en el mercado de medios de comunicación cristianos a través de tiendas de libros y productos de vídeo.
Pamplin Music informó a dar beneficios en 1999, así como en los cinco principales discográficas de música cristiana. A pesar de ello, Pamplin cerró a finales de 2001, encofrados, tanto su producción y distribución de las operaciones.
Pamplin se centró en el pop, soft rock, y R&B, los segmentos de mercado. Para los otros segmentos, que utilizan subetiquetas. Red Hill Records, establecida en 2000 con A&R a cargo de Dan Michaels, centrado en la electrónica y pop, y en general dirigidos al mercado juvenil. Organic Records fue su sello a los artistas de rock alternativo y moderno. Cathedral Records y Crossroads servido los segmentos de mercado del Evangelio. La Catedral no se cerró con la subetiquetas otros, y de distribución establecida por Nueva Distribución Day.

## Distribución
Mientras que las versiones anteriores de la empresa matriz Pamplin de entretenimiento tales como la serie Bibleman había utilizado los canales de distribución existentes, con el establecimiento de Pamplin Music, la compañía comenzó a distribuir su propio material. En 1997 comenzó a prestar servicios a otras etiquetas también. 
Distribuido las etiquetas incluyen:
- Calvary Chapel Music
- Brooklyn Tabernacle Choir
- Infiniti Records
- KMG Records
- Maranatha!
- Rustproof Records
- Sonlite
- Tyscot

## Artistas
| Pamplin Records - Acquire the Fire - Billy Batstone - Charles Billingsly (anteriormente de Newsong) - Church of Rhythm - The Darrins - Jody Davis - John Elefante - Rick Elias - Scott Faircloth - Five O'clock People - Vestal Goodman - Natalie Grant - Tracy Harris - Timothy James Meaney - Nikki Leonti - Lloyd - Sara Paulson - Phatfish - Sierra - Solomon's Wish - SpinAround - Melissa Tawlks (formerly of Acquire the Fire) - Truth - Two Or More - Jenni Varnadeau | Organic Records - Bride - The Channel Surfers - The Corbans - The Frantics - Human - Jesus Music - Mayfair Laundry - Sappo - Say-So - Scarecrow and Tinmen - Split Level - Aaron Sprinkle - Spy Glass Blue - Stereo Deluxx - This Train - Dale Thompson - Tragedy Ann Red Hill Records - Ash Mundae - Aurora - The Echoing Green - Katy Perry (entonces conocida como Katy Hudson) - Kindrid Three |